# 小西誠志郎
小西 誠志郎（こにし せいしろう、1998年12月21日 - ）は、福岡県出身の日本の柔道家。階級は60 kg級。身長163 cm。組み手は右組み。得意技は一本背負投。

## 経歴
6歳の時に柔道を始め、曽根中学3年の時に全国中学校柔道大会の66 kg級で2位となった。
大牟田高校では、1年時は全国高校選手権60 kg級の2回戦で、2年時にはインターハイの2回戦で敗れた。3年時のインターハイでは5位となった。
2017年に国士舘大学へ進学すると、1年時の学生体重別選手権の準決勝で同大4年である宮之原誠也に技ありで敗れるも3位、体重別団体大会では2位となった。2年の時には全日本ジュニアの決勝で日体大2年の古賀玄暉と対戦し、技ありを先取するも小外掛で逆転負けを喫した。世界ジュニアでは準決勝までオール一本勝ちするも、古賀との再戦となった決勝ではGSに入った直後に技ありを取られ、2位に終わった。世界ジュニア団体では準決勝のジョージア戦のみの出場となったが合技で勝利すると、その後チームは優勝を飾った。3年の時には東アジア選手権決勝で地元韓国の選手を技ありで破り優勝した。
4年時の2020年10月に行われた講道館杯決勝ではセンコーの米村克麻と対戦し、隅返で技ありを先取されるも、袈裟固で小西を抑え込んだ。しかし、電光表示板の担当者が抑え込んでいる選手を米村と勘違いしたために10秒経過した時点でブザーが鳴ってしまい、主審が小西による一本を宣告した。しかし、小西による抑え込みは8秒で脚が上から絡まって解けていたとビデオ判定で判断されて技ありは認められず、主審は「解けた」を宣告し、一本は取り消された。これに対して国士館大学監督の吉永慎也が猛抗議して試合が5分ほど中断されると、小西が上で抑え込みが解けた状態から「よし」で再開され、すぐに脚を抜いてまた抑え込むがここでも8秒で解けたため、結果として小西は技ありを取れず、先に取った技ありを守り切った米村が優勝することとなった。しかし、11月24日に全柔連が大会運営上の誤謬を認め、両者優勝としたことから、小西も優勝の扱いとなった。
2021年4月からは自衛隊体育学校の所属となった。体重別選手権では準決勝でパーク24の竪山将に技ありで敗れた。その後階級を66㎏級に上げると、2024年の講道館杯で3位になった。

## 戦績
- 2013年 -　全国中学校柔道大会　2位(66 kg級)

60㎏級での戦績
- 2016年 -　インターハイ　5位
- 2017年 -　学生体重別　3位
- 2017年 -　体重別団体　2位
- 2018年 -　全日本ジュニア　2位
- 2018年 -　世界ジュニア　2位
- 2018年 -　世界ジュニア団体戦　優勝
- 2019年 -　東アジア選手権　優勝
- 2020年 -　講道館杯　優勝
- 2021年 -　体重別　3位
- 2023年 -　シニア体重別 優勝

66㎏級での戦績
- 2024年 - シニア体重別 2位
- 2024年 - 講道館杯　3位

(出典、JudoInside.com)